# Albert-Schweitzer-Gymnasium (Sömmerda)
Das Albert-Schweitzer-Gymnasium (kurz: ASG) ist ein Gymnasium in Sömmerda, benannt nach Albert Schweitzer, einem deutschen Theologen, Organisten, Philosophen und Arzt. Es ist aufgegliedert in zwei nah aneinander liegende, getrennte Schulgebäude.

## Allgemeines
Das ASG ist eines von drei Gymnasien im Landkreis Sömmerda. Die Schule teilt sich in zwei getrennte Schulteile, belegen in der Salzmannstraße und Fichtestraße in Sömmerda, etwa 500 m voneinander entfernt.
Das ASG ist seit dem 23. Juni 2016 Teil des Netzwerks Schule ohne Rassismus – Schule mit Courage. Partnerin für die so genannte Courage-Schule ist die Musikerin Christina Rommel. Es darf außerdem seit dem Jahr 2012 dauerhaft den Namenszusatz Europaschule führen. Im Jahr 2024 erhielt die Schule den „EuropaSCHULpreis – Friedrich-Preis für Europäische Bildung“. Er zeichnet alle zwei Jahre bundesweit drei Schulen aus, die sich durch herausragende Arbeit im Bereich der Europabildung verdient gemacht haben.

## Geschichte

### Vor 1990
Die Ursprünge des ASG sind bis in das Jahr 1947 zurückzuführen. Die damals bereits bestehende Mittelschule wurde um einen gymnasialen Bildungsweg ergänzt und in der damaligen Pestalozzi-Schule, heutige Regelschule „Ch. G. Salzmann“, eingegliedert. Im Jahr 1949 wurde die nun eigenständige Oberstufe in einem angrenzenden Gebäude in der Kölledaer Straße untergebracht. Mit wachsender Schülerzahl war 1950 ein Umzug in die 3. Etage der Pestalozzi-Schule notwendig. 1951/52 musste die Schule wegen weiter wachsender Schülerzahl in die Bahnhofsstraße 29, der heutigen Polizeiinspektion Sömmerda, umziehen. 1952 zog die Schule in das ehemalige Verwaltungsgebäude des ehemaligen Munitionsbetrieb „Selkado“ um, wo die Schule bis 1993/94 blieb. 1959 wurde die Schule in erweiterte Oberschule (EOS) umbenannt.

### Nach 1990
Ab 1991 bestand das Gymnasium Sömmerda aus drei Schulteilen. Das Hauptgebäude befand sich in dem Gebäude der ehemaligen Karl-Marx-Oberschule, in der Salzmannstraße in Sömmerda. Außenstellen befanden sich in Kindelbrück und in dem bisherigen Gebäude, in dem die 11. und 12. Klassen unterrichtet wurden. Am 27. November 1992 wurde dem Gymnasium der Name: Staatliches Gymnasium „Albert Schweitzer“ verliehen. Im Jahr 1994 wurden erneut Umstrukturierungen vorgenommen. Die Außenstellen befanden sich dann in Kannwurf und in der Einsteinschule. Im Jahr 2003 wurden die bisher bestehenden Außenstellen geschlossen. Die einzige Außenstelle wurde in den Gebäuden der vormaligen Grund- und Regelschule in der Fichtestraße eröffnet.